# Yumi Uetsuji
Yumi Uetsuji (上辻 佑実 Uetsuji Yumi?,  nacido el 30 de noviembre de 1987 en Osaka) es una futbolista japonesa que jugaba como centrocampista.
Uetsuji jugó 4 veces para la selección femenina de fútbol de Japón entre 2012 y 2015.

## Trayectoria

### Clubes
| Club                  | País  | Año         |
| --------------------- | ----- | ----------- |
| Speranza FC Takatsuki | Japón | 2003 - 2004 |
| TEPCO Mareeze         | Japón | 2006 - 2011 |
| Albirex Niigata       | Japón | 2011        |
| Vegalta Sendai        | Japón | 2012 - 2014 |
| Nippon TV Beleza      | Japón | 2015 -      |

### Selección nacional
| Selección | País  | Año         |
| --------- | ----- | ----------- |
| Absoluta  | Japón | 2012 - 2015 |

## Estadística de equipo nacional
| Selección femenina de fútbol de Japón | Selección femenina de fútbol de Japón | Selección femenina de fútbol de Japón |
| Año                                   | Partidos                              | Goles                                 |
| ------------------------------------- | ------------------------------------- | ------------------------------------- |
| 2012                                  | 1                                     | 0                                     |
| 2013                                  | 0                                     | 0                                     |
| 2014                                  | 0                                     | 0                                     |
| 2015                                  | 3                                     | 0                                     |
| Total                                 | 4                                     | 0                                     |